# Konsztantyin Konsztantyinovics Vakulovszkij
Konsztantyin Konsztantyinovics Vakulovszkij (orosz betűkkel: Константин Константинович Вакуловский; Orosz Birodalom, 1894. október 28. - 1918 nyara) egy első világháborús orosz ászpilóta volt. Szolgálata során 6 igazolt és 1 igazolatlan légi győzelmet szerzett. Vakulovszkijról csak nagyon kevés ismert, életrajzáról beszámoló források szinte nincsenek.

## Élete
1894-ben született az Orosz Birodalomban.
1916. szeptember 7-én szerezte meg első légi győzelmét, Nieuport 11-es repülőgépével. Következőt győzelmét október 28-án szerezte meg. Az 1. hadtest (különítmény) pilótájaként számos légi harcban jeleskedett. Repült Morane Saulnierrel, Nieuport 11-esel, Nieuport 17-esel és Nieuport 23-asal is. Utolsó légi győzelmeit (amely dupla volt) 1917. szeptember 1-jén szerezte meg.
Később részt vett az orosz forradalomban, de a hírnevét ezzel lerombolta, és minden népszerűségét elvesztette.

## Légi győzelmei
| Sorszám     | Dátum               | Egység     | Repülőgép         | Ellenfél   |
| ----------- | ------------------- | ---------- | ----------------- | ---------- |
| 1           | 1916. szeptember 7. | 1. Hadtest | Nieuport 11       | EA         |
| 2           | 1916. október 28.   | 1. Hadtest | Nieuport 11       | Albatros   |
| 3           | 1917. április 14.   | 1. Hadtest | Morane-Saulnier I | Two-seater |
| Igazolatlan | 1917. május 12.     | 1. Hadtest | -                 | Scout      |
| 4           | 1917. augusztus 21. | 1. Hadtest | Nieuport 17       | EA         |
| 5           | 1917. szeptember 1. | 1. Hadtest | Nieuport 23       | EA         |
| 6           | 1917 szeptember 1.  | 1. Hadtest | Nieuport 23       | EA         |